# Alicia Sánchez-Camacho
Pour les articles homonymes, voir Sánchez et Camacho.
 (novembre 2024).
Si vous disposez d'ouvrages ou d'articles de référence ou si vous connaissez des sites web de qualité traitant du thème abordé ici, merci de compléter l'article en donnant les références utiles à sa vérifiabilité et en les liant à la section « Notes et références ».
Alicia Sánchez-Camacho Pérez, née le 22 avril 1967 à Barcelone, est une femme politique espagnole membre du Parti populaire (PP).

## Biographie

### Enfance et origines
Alicia Sánchez-Camacho Pérez nait à Barcelone le 22 avril 1957. Son père, Francisco Sánchez-Camacho né à Daimiel, est d'abord travailleur agricole puis rejoint Madrid à ses vingt-et-un ans pour intégrer la Garde civile. Affecté au Protectorat espagnol au Maroc, il rencontre Manuela Pérez Zamora originaire d'Almendralejo en Estrémadure.
Alicia Sánchez-Camacho réside à Blanes jusqu'à ses dix-huit ans.
Elle a eu un fils avec Manuel Pimentel mais divorce en 2004.

### Formation et carrière professionnelle
Elle est titulaire d'une licence en droit et d'un master en administrations publiques. Fonctionnaire, elle est d'abord nommée cheffe provinciale du Travail dans la province de Gérone puis officie comme substitut du juge.
Lors du passage de Javier Arenas par le ministère du Travail et des Affaires sociales de 1996 à 1999, elle est sous-directrice générale à la Formation professionnelle et directrice de l'Institut national chargé de la Sécurité et de l'Hygiène au travail. Elle occupe également les fonctions de conseillère à l'ambassade espagnole aux États-Unis et de déléguée internationale à l'Organisation des États américains.
Sánchez-Camacho a également travaillé comme employée à la banque Sabadell.

### Députée de Barcelone à47 ans
Elle figure en quatrième position sur les listes du Parti populaire dans la circonscription de Barcelone pour les élections générales du 14 mars 2004. Lors du scrutin, le parti remporte cinq sièges et elle fait son entrée au Congrès des députés. Elle siège dans l'opposition au gouvernement de José Luis Rodríguez Zapatero. Pour la VIIIe, elle siège à la commission du Travail et des Affaires sociales et à la commission de la Coopération internationale pour le développement. En outre, elle occupe les fonctions de porte-parole du parti à la commission de l'Intérieur.

### Sénatrice puis présidente du PP catalan
Lors du scrutin du 9 mars 2008, elle se présente en tête de liste dans la circonscription de Gérone mais le PP échoue à obtenir une représentation dans ce territoire. Elle quitte le Congrès mais est cependant désignée sénatrice dès le 16 avril suivant par le Parlement de Catalogne en remplacement de Daniel Sirera et prend possession le 22. Sa désignation est renouvelée le 9 février 2011.
Présidente du Parti populaire de la province de Gérone, elle est nommée au mois de mai membre de la commission chargée d'élaborer le programme politique du PP avec María San Gil et José Manuel Soria.
Le 1er juillet, à peine quelques semaines plus tard, elle présente sa candidature à la présidence du Parti populaire de Catalogne. Obtenant l'appui de Mariano Rajoy, elle se présente comme une candidate de consensus entre les différentes factions du parti. Elle s'impose le 5 juillet face à Montserrat Nebrera en obtenant un peu plus de 56 % des voix et prend ses fonctions le lendemain succédant à Daniel Sirera.
Lors de ses mandats à la chambre haute des Cortes Generales, elle est membre suppléante puis titulaire de la députation permanente. Pour la IXe législature, elle est porte-parole à la commission du Travail et de l'Immigration. Pour la Xe législature, elle est présidente de la commission de l'Emploi et de la Sécurité sociale.

### Parlementaire régionale

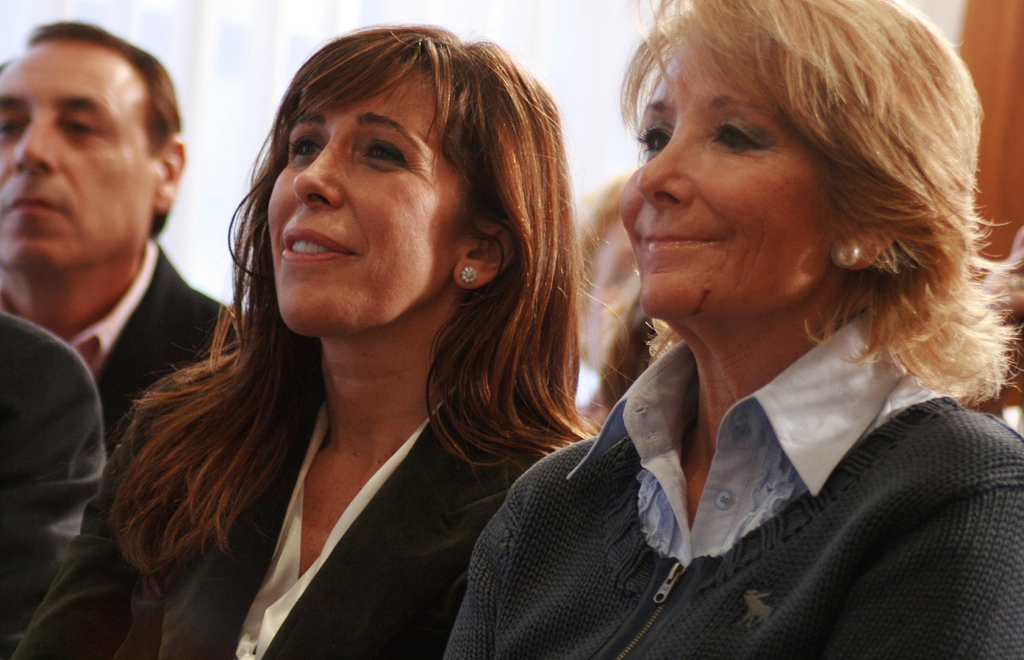
Alicia Sánchez-Camacho en 2010, aux côtés d'Esperanza Aguirre.

Le 19 septembre 2009, Alicia Sánchez-Camacho est proclamée candidate du PP à la présidence de la Généralité de Catalogne. Lors des élections régionales du 28 novembre 2010, son parti remporte dix-huit sièges soit son meilleur résultat historique. Logiquement élu députée au Parlement de Catalogne, elle préside le groupe parlementaire populaire.
Elle est de nouveau candidate tête de liste dans la circonscription de Barcelone pour les élections régionales du 25 novembre 2012. Lors du scrutin, elle améliore de nouveau le score historique du PP catalan en obtenant 471 197 voix et dix-neuf sièges.
Pour le scrutin de septembre 2015, elle décide de ne pas concourir à un troisième mandat et charge Xavier García Albiol de mener les couleurs du Parti populaire. Au soir du scrutin, le parti perd huit mandats de députés autonomiques.

### Retour au Congrès
Elle est placée en troisième position sur les listes du PP dans la circonscription de Barcelone en vue des élections générales de décembre 2015. Après que le parti a réussi à sauver quatre mandats, elle fait son retour au Congrès des députés. À l'ouverture de la XIe législature, elle est proposée par Mariano Rajoy pour occuper les fonctions de première secrétaire de la chambre basse. Elle est élue à ce poste le 13 janvier 2016.
Lors des élections anticipées de juin 2016, elle conserve son mandat de députée et est réélue première secrétaire du bureau le 17 juillet. Elle n'est pas retenue pour faire partie des listes du PP à l'occasion des élections générales d'avril 2019. Elle est alors remplacée comme tête de liste par Cayetana Álvarez de Toledo.

### Députée à l'Assemblée de Madrid
Le 17 avril 2019, elle annonce son inclusion à la neuvième place sur la liste d'Isabel Díaz Ayuso pour les élections à l'Assemblée de Madrid du mois suivant. Élue députée, elle devient première secrétaire du bureau de l'Assemblée en octobre 2020 après la démission de Jorge Rodrigo qui devient premier vice-président en remplacement de Paloma Adrados élue au Sénat.